# 大阳三分街白衣阁
大阳三分街白衣阁清是一座清代古建筑，位于山西省晋城市泽州县大阳镇大阳三分街村。2013年1月公布为晋城市文物保护单位，编号3-101。